# Centurion (Schiff, 1913)
Die HMS Centurion war ein Schlachtschiff der King-George-V-Klasse, das Anfang der 1910er-Jahre für die Royal Navy gebaut wurde.

## Geschichte
Die Centurion, benannt nach dem römischen Armeedienstgrad Zenturio (engl. Centurion), wurde am 16. Januar 1911 in Devonport auf Kiel gelegt und lief am 18. November vom Stapel. Am 22. Mai wurde sie für den Einsatz im 2. Schlachtgeschwader der Home Fleet in Dienst gestellt. Am 24. Juni 1913 empfing sie in Spitehead den französischen Staatspräsidenten Raymond Poincaré und nahm anschließend an den jährlichen Flottenmanövern im August teil. Im Juni 1914 vertrat sie die Royal Navy bei den Feierlichkeiten zur Wiedereröffnung des Kaiser-Wilhelm-Kanals bei Kiel. Zwischen dem 17. und 20. Juli 1914 nahm die Centurion an einer Test-Mobilmachung und Flottenüberprüfung als britische Reaktion auf die Julikrise teil. Nach ihrer Ankunft in Portland am 25. Juli erhielt sie den Befehl, sich vier Tage später mit dem Rest der Home Fleet nach Scapa Flow zu begeben, um die Flotte vor einem möglichen deutschen Überraschungsangriff zu schützen.

### Erster Weltkrieg
Im August 1914, nach dem Ausbruch des Ersten Weltkrieges, wurde die Home Fleet als Grand Fleet reorganisiert und dem Kommando von Admiral Jellicoe unterstellt. Am 16. Oktober wurde die Centurion zusammen mit ihrem Geschwader nach Loch na Keal an der Westküste Schottlands entsandt. Am Morgen des 27. Oktober brach der Verband zu Schießübungen vor der Nordküste Irlands auf. Am Abend des 22. November 1914 unternahm die Grand Fleet einen erfolglosen Vorstoß in die südliche Hälfte der Nordsee, wobei die Centurion mit dem Hauptverband zur Unterstützung des 1. Schlachtkreuzergeschwaders von Vizeadmiral David Beatty bereitstand. Am 27. November war die Flotte zurück im Hafen von Scapa Flow.

### Raid auf Scarborough, Hartlepool und Whitby
Am 14. Dezember 1914 hatte Room 40, eine nachrichtendienstliche Abteilung der britischen Admiralität, deutsche Funksprüche entschlüsselt, die Admiral von Ingenohls Plan für einen Angriff auf Scarborough, Hartlepool und Whitby durch Franz von Hippers Aufklärungsgruppe I enthielten. In Unkenntnis der Briten sollte Hipper jedoch durch die Hochseeflotte verstärkt werden. Die Briten stachen am 15. Dezember in See mit der Absicht, die deutschen Schiffe auf ihrer Rückfahrt in einen Hinterhalt zu locken. In den frühen Morgenstunden des 16. Dezember und bei schwerer See kam es zum Gefecht zwischen britischen und deutschen Zerstörern. Doch von Ingenohl befahl seinen Schiffen aus Sorge vor einem massierten Angriff britischer Zerstörer, abzudrehen.
Ende Dezember führte die Grand Fleet weitere Patrouillen in der Nordsee durch, jedoch ohne auf deutsche Schiffe zu treffen. Am Abend des 23. Januar 1915 lief der größte Teil der Grand Fleet von Scapa Flow aus, um Beattys Schlachtkreuzer zu unterstützen, er war jedoch zu weit entfernt, um am folgenden Tag am Gefecht auf der Doggerbank teilnehmen zu können. Vom 7. bis zum 10. März unternahm die Grand Fleet eine Aufklärungsfahrt in der nördlichen Nordsee, bei der sie Übungsmanöver durchführte. Vom 17. bis zum 19. Mai und vom 29. bis zum 31. Mai unternahm die Grand Fleet Vorstöße in die zentrale Nordsee, ohne auf deutsche Schiffe zu stoßen. Vom 11. bis zum 14. Juni führte die Flotte erneut Geschütz- und Gefechtsübungen westlich von Shetland durch. Vom 2. bis zum 5. September unternahm die Flotte eine weitere Fahrt in der Nordsee, bei der sie Geschützübungen durchführte und verbrachte den Rest des Monats mit zahlreichen Trainingsübungen. Vom 13. bis zum 15. Oktober unternahm das Schiff zusammen mit dem Großteil der Grand Fleet einen weiteren Einsatz in der Nordsee. Fast drei Wochen später, vom 2. bis zum 5. November, nahm die Centurion an einer weiteren Flottenübungsoperation westlich von Orkney teil. In der Nacht zum 25. März verließen die Centurion und der Rest der Flotte Scapa Flow, um Beattys Schlachtkreuzer bei dem Angriff auf den deutschen Zeppelinstützpunkt in Tønder zu unterstützen. Als sich die Grand Fleet am 26. März dem Gebiet näherte, hatten sich die britischen und deutschen Streitkräfte bereits getrennt und ein starker Sturm bedrohte die kleineren Schiffe, so dass die Flotte den Befehl erhielt, zur Basis zurückzukehren. Am 21. April führte die Grand Fleet ein Ablenkungsmanöver vor Horns Riff durch, um es der Kaiserlich Russischen Marine zu ermöglichen, ihre Minenfelder in der Ostsee neu zu verlegen. Am 24. April kehrte die Flotte nach Scapa Flow zurück, erhielt dort neuen Proviant, neue Munition und neue Kohle und stach erneut in Richtung der englischen Ostküste in See, da man aufgrund von Geheimdienstberichten einen Angriff der Deutschen auf Lowestoft befürchtete, aber erst in dem Gebiet ankam, nachdem sich die Deutschen bereits zurückgezogen hatten.

#### Skagerrakschlacht

Manöver der britischen (blau) und deutschen (rot) Flotte vom 31. Mai bis 1. Juni 1916

In dem Versuch, einen Teil der Grand Fleet aus ihren Häfen zu locken und zu vernichten, verließ die deutsche Hochseeflotte, bestehend aus 16 Schlachtschiffen, sechs Einheitslinienschiffen und weiteren Schiffen, am frühen Morgen des 31. Mai Wilhelmshaven. Der Plan sah vor, dass Hipper mit den Schlachtkreuzern der 1. und den Leichten Kreuzern der 2. Aufklärungsgruppe Wilhelmshaven verlassen und nach Norden außer Sichtweite der dänischen Küste vorstoßen würde. Dort sollte er durch Angriffe auf die Küstenstädte ein Auslaufen von britischen Schiffen provozieren und sie in die Richtung der Hochseeflotte locken. Die nachrichtendienstliche Abteilung der britischen Admiralität Room 40 hatte den deutschen Funkverkehr mit den Operationsplänen abgefangen und entschlüsselt. Daraufhin befahl die Admiralität Jellicoe und Beatty, noch in der Nacht mit der Grand Fleet von Scapa Flow, Cromarty und Rosyth auszulaufen, um die Hochseeflotte abzuschneiden und zu vernichten.

### Anschließende Aktivitäten
Am 18. August lief die Grand Fleet aus, um die Hochseeflotte auf ihrem Vormarsch in die südliche Nordsee aus dem Hinterhalt anzugreifen, aber eine Reihe von Fehlmeldungen hinderte Jellicoe daran, die deutsche Flotte abzufangen, bevor sie in den Hafen zurückkehrte. Zwei leichte Kreuzer wurden während der Operation von deutschen U-Booten versenkt, was Jellicoe zu der Entscheidung veranlasste, die größeren Einheiten der Flotte südlich von 55° 30' Nord nicht zu riskieren, da es dort viele deutsche U-Boote und Minen gab. Die Admiralität stimmte dem zu und legte fest, dass die Grand Fleet nicht ausrücken würde, es sei denn, die deutsche Flotte versuchte eine Invasion Großbritanniens oder es bestand die große Möglichkeit, dass sie unter geeigneten Bedingungen zu einem Gefecht gezwungen werden könnte. Am 22. April 1918 fuhr die Hochseeflotte zum letzten Mal nach Norden, um einen Konvoi nach Norwegen abzufangen, musste aber zwei Tage später umkehren, nachdem der Schlachtkreuzer SMS Moltke einen Maschinenschaden erlitten hatte. Die Grand Fleet lief am 24. November von Rosyth aus, als die Operation entdeckt wurde, konnte die Deutschen aber nicht mehr einholen.

### Zwischenkriegszeit
Am 18. Dezember 1919 wurde die Centurion dem 4. Schlachtgeschwader der Mittelmeerflotte zugeteilt. Im März 1920 wurde das Schiff vorübergehend in die Reserve versetzt, aber am 8. August wieder in Dienst gestellt. Während der Intervention der Entente-Mächte nahm die Centurion zwischen Oktober und November an einem Austausch von Kriegsgefangenen mit den siegreichen Kommunisten in Georgien teil. Am 12. November schleppte die Centurion den Zerstörer Tobago, der in der Nähe von Trebizond auf eine Mine gelaufen war, zur Reparatur von Istanbul nach Malta. Im April 1921 wurde das Schiff erneut in die Reserve versetzt und am 1. August 1922 wieder in Dienst gestellt. Im April 1924 wurde sie zum Flaggschiff der Reserveflotte in Portsmouth und nahm am 26. Juli an einer Flottenschau in Torbay teil. Ende des Jahres wurde die Centurion nach Chatham verlegt, wo sie bis 1925 verblieb. Im April 1926 wurde das Schiff ausgewählt, um die Agamemnon als funkgesteuertes Zielschiff der Flotte zu ersetzen. Der Umbau, der rund 358.088 Pfund kostete, begann am 14. April und dauerte bis Juli 1927. Um Kosten zu sparen, wurde das Schiff 1931 stillgelegt und am 30. Januar 1932 in Portsmouth außer Dienst gestellt. Am 1. Juni 1933 wurde die Centurion wieder in Dienst gestellt und der Atlantikflotte zugeteilt. Im September wurde sie für Versuche mit Sturzkampfbombern eingesetzt. Anschließend wurde die Centurion ausgemustert um die verursachten Schäden zu beheben und überholt zu werden.

### Zweiter Weltkrieg
Zum Beginn des Krieges war die Centurion immer noch als Zielschiff eingesetzt. Anschließend diente sie als Reparaturschiff in Devonport, bevor sie im April 1941 zu einem Blockschiff umgebaut wurde. 1942 wurde die Centurion zur Eastern Fleet versetzt und im Mai zur Mittelmeerflotte abkommandiert, wo sie im Rahmen von Operation Vigorous Konvoi M.W.11 von Alexandria nach Malta geleitete. Nach dem Beginn von Operation Overlord am 6. Juni wurde die Centurion drei Tage später als Wellenbrecher vor Omaha Beach versenkt, um den Mulberry-Hafen zu schützen, der zur Versorgung der Truppen an Land gebaut worden war.

## Technik
Das Schiff hatte eine Gesamtlänge von 182,10 m, eine Breite von 27,10 m und einen Tiefgang von 8,74 m. Die Verdrängung lag zwischen 23.000 t und 25.700 t. Die Besatzung des Schiffes bestand aus 782 Offizieren und Mannschaften.

### Antrieb
Die Centurion war mit vier Parsons-Turbinen mit Direktantrieb ausgestattet, die jeweils zwei Wellen antrieben und insgesamt 31.000 Shp (22.800 kW) entwickelten, mit denen sie eine Höchstgeschwindigkeit von 21 Knoten (39 km/h) erreichte. Der Dampf wurde von 18 Yarrow-Wasserrohrkesseln geliefert. Das Schiff konnte maximal 3.200 t Kohle oder 812 t Heizöl mitführen, was ihm bei 10 Knoten (19 km/h) eine Reichweite von 5.910 Seemeilen (10.950 km) ermöglichte.

### Bewaffnung
Die Hauptbewaffnung bestand aus zehn 343-mm-Kanonen in fünf hydraulisch angetriebenen Zwillingsgeschütztürmen. Ihre Sekundärbewaffnung bestand aus 16 102-mm-Geschützen, von denen acht in den vorderen Aufbauten, vier in den hinteren Aufbauten und vier in Kasematten an den Seiten des Schiffes montiert waren. Außerdem war das Schiff mit drei 533-mm-Torpedorohren ausgestattet, eines auf jeder Breitseite und ein weiteres im Heck, für die 18 Torpedos vorgesehen waren.

### Panzerung
Die Centurion hatte einen Wasserliniengürtel aus Krupp-Zementstahl. Er erstreckte sich von der vorderen bis zur hinteren Barbette, war mittschiffs 305 mm dick und verjüngte sich an den Enden auf 64 mm. Darüber verlief ein 229 mm dicker Plakengang, der sich über dieselbe Länge erstreckte. Die vorderen und hinteren 254 mm starken Querschotten verbanden den Gürtel mit der „A“- und „Y“-Barbette. Die Barbetten waren über dem Hauptdeck mit 228 bis 254 mm und darunter mit 76 bis 178 mm Panzerung geschützt. Die Geschütztürme waren an den Seiten mit 279 mm und an den Dächern mit 101 mm dicker Panzerung versehen. Die Geschütze der Mittelartillerie in den vorderen Aufbauten waren durch 76 bis 89 mm dicke Panzerung geschützt.
Das Schiff besaß insgesamt vier gepanzerte Decks mit einer Dicke von 25 bis 102 mm. Der Kommandoturm war durch 279 mm starke Platten an den Seiten und auf dem Dach durch 76 mm geschützt. Der Geschützleitstand über dem Kommandoturm war rundherum mit 101 mm Panzerung versehen und der Torpedoleitstand achtern mit 152 mm. Das Torpedoschott war zwischen 25 und 44 mm dick und bedeckte den Maschinenraum und das Geschossmagazin.